# Googol
En googol (10100) är det tal som skrivs med en etta följt av hundra nollor: 
10 000 000 000 000 000 000 000 000 000 000 000 000 000 000 000 000 000 000 000 000 000 000 000 000 000 000 000 000 000 000 000 000 000
om man använder decimalsystemet. Termen myntades av Milton Sirotta (1911–1981, brorson till matematikern Edward Kasner) vid nio års ålder och introducerades i Kasners bok Mathematics and the Imagination år 1940. En googol har ingen särskild betydelse i matematik, men är användbar när man jämför med andra mycket stora kvantiteter såsom antalet subatomära partiklar i det synliga universum eller antalet hypotetiska möjligheter i ett schackspel. Edward Kasner använde den för att illustrera skillnaden mellan ett ofattbart stort antal och oändligheten, och i denna roll är det ibland använt i undervisning i matematik. Möjligen fick Milton namnet från seriefiguren Tjalle Tvärvigg, Barney Google. 
En googol är ungefär 70! (70-fakultet). I det binära talsystemet, skulle man behöva 333 bitar för att representera en googol, dvs, 1 googol ≈ 2332,2, eller exakt {\displaystyle 2^{(100/\mathrm {log} _{10}2)}}.
För att ge en uppfattning om hur stor en googol egentligen är, massan av en elektron, knappt 1 × 10-30 kg, kan jämföras med massan av det synliga universum, uppskattas till mellan 1 × 1050 kg och 1 × 1060  kg. [ 4 ] Det är ett förhållande i storleksordningen omkring 1080 till 1090, fortfarande mycket lägre än värdet på en googol. 
Ett annat namn för samma tal är tio sexdeciljarder. Antalet elementarpartiklar i universum har uppskattats till 1080 stycken, det vill säga hundra triljoner gånger färre än en googol.  
- En googolplex är tio upphöjt till en googol, det vill säga 10googol = 1010100.
- En googolplexian[2] är tio upphöjt till en googolplex, det vill säga 10googolplex = 101010100.

## Användning i populärkulturen
- Företaget Googles namn är ursprungligen en ordlek med ordet googol.[3]

- Googleplex, en ordlek med ordet googolplex, är namnet på företaget Googles huvudkontor.

- "Clara was one in a million... one in a billion... one in a googolplex..." replik av Doc Brown, spelad av Christopher Lloyd, i en scen sent i filmen Tillbaka till framtiden del III.